# Kulcsár Ferenc (költő)
Kulcsár Ferenc (Bodrogszentes, 1949. október 9. – Dunaszerdahely, 2018. március 22.) szlovákiai magyar költő, szerkesztő.

## Életpályája
Szülei: Kulcsár Ferenc és Szűcs Jolán. Középiskolai tanulmányait a kassai Magyar Tannyelvű Gépipari Szakközépiskolában végezte el. Egyetemi tanulmányait a pozsonyi Komensky Egyetem filozófia-magyar szakán kezdte el, de félbehagyta és az Új Ifjúság riportere lett. 1973-1985 között a Madách Könyvkiadó sajtóelőadója és szerkesztője volt. 1975-től az Irodalmi Szemle olvasószerkesztője, 1984-1991 között szerkesztője volt. 1991 óta a dunaszerdahelyi Lilium Aurum kiadó vezető szerkesztője, 1995 óta pedig a Katedra című pedagóguslap főszerkesztője volt.
Költészetében szociális érzékenysége, reális szemlélete kísérletezéssel társul, a montázslíra felé mozdul. Élete legrangosabb irodalmi díját, a Balassi Bálint-emlékkardot 2014-ben vehette át a budai Gellért szállóban Bálint napján. A kardot Duray Miklós nyújtotta át neki.

## Magánélete
Felesége Pék Teréz. Két gyermeke született, Ferenc (1976) és Aranka (1978).

## Művei
- Napkitörések (versek, 1972)
- Édennek neveztem (versek, 1975)
- Krónikatöredék (versek, 1979)
- Dióhintó (gyerekversek, 1981)
- A kígyókő (mesék, 1984)
- Madách Naptár 1980-1984 (szerkesztette, Szilvássy Józseffel, 1984)
- A felkiáltójeles ember (versek, 1987)
- Az idő hallgatása (válogatott versek, 1991)
- Imádságok (esszék, 1992)
- Mindig (versek, 1993)
- Tündöklő hontalanság. 50 év – 50 vers (versek, 1999)
- Ördögszekér. Bodrogközi legendák, mondák, regék és hiedelmek a honfoglalástól a huszadik századig (mesék, 2003)
- Repertórium. Katedra 1994–2003; fel. szerk. Kulcsár Ferenc; Lilium Aurum, Dunaszerdahely, 2003
- Bálám szamara (versek, 2003)
- Magángaléria; szerk. Kulcsár Ferenc; Lilium Aurum, Dunaszerdahely, 2004
- Én nem tudom, talán... (kamaszversek, 2006)
- Gyöngyök és göröngyök (2006)
- Szabó Gyula emlékkönyv; összeáll. Kulcsár Ferenc; Lilium Aurum, Dunaszerdahely, 2007
- A templomos ige. Id. Görözdi Miklós tiszteletére; fel. szerk. Kulcsár Ferenc; Lilium Aurum, Dunaszerdahely, 2008
- Halottaim piros virága. Válogatott versek 1970-2010; Madách-Posonium, Pozsony, 2010 (Magyar Antaeus könyvek)
- Kulcsár Ferenc legszebb versei; vál., utószó Bodnár Gyula; AB-art, Bratislava [Pozsony], 2011
- Ámen és ómen; Lilium Aurum, Dunaszerdahely, 2012
- Kerek világ közepében. Bodrogközi versek kicsiknek és nagyoknak; Pozsony, Ab-art, 2014
- Ezeregyéjszaka; vers Kulcsár Ferenc, festmény Jakoby Gyula; SZMÍT, Bratislava, 2015
- Tim-tom, találom; vál. Kocsis Aranka; Anser Társaság, Hetény, 2017 (Kabóca-könyvek)

### Antológiái
- Egyszemű éjszaka. Fiatal szlovákiai magyar költők antológiája (szerkesztette, 1970)
- A Csallóköztől a Bodrogközig (vers- és prózaantológia, 1977)
- Jelenlét (versantológia, 1979)
- Labdarózsa, nyári hó (gyermekvers-antológia, 1979)
- Megtartó varázslat (versek, 1980)
- Megközelítés (Tóth Lászlóval, 1980)
- Tompa Mihály a magyar költők lantján (1982)
- Hogyan kell repülni? (1986)
- Szép szerelmes versek (1998)
- Szélén az országútnak. Csehszlovákiai magyar líra, 1918–1988 (1990)
- Tűzpalota. Csehszlovákiai magyar költők szerelmes versei (1990)
- Hagyomány és megújulás. Csehszlovákiai magyar esszéírók 1948–1988 (1990)
- Nyugtalan indák, fiatal költők (1993)
- Piknik a Szaharában, fiatal írók antológiája (1993)
- Iródia, 1983-1993 (Hodossy Gyulával, 1994)
- Nyomkereső (1994)
- Mesevarázs (1997)
- Csodalámpás (gyermekversek, 1998)
- Fél évszázad magyar költői (1998)
- Hiányzó fejezetek (2001)
- Förtelmes kaszálógép. Szlovákiai magyar költők versei 1918–2003 (2003)
- A magyarokhoz (2003)
- 1111 (2003)
- Szlovákiai magyar szép versek (2004–2006)
- Karácsonyi ajándék (2005)
- Hétördögök. Mesék, versek 8-12 éveseknek; ill. Balázsy Géza; AB-art, Pozsony, 2006
- Szlovákiai magyar szép irodalom (2007–2008)
- Lipcsey. Szobrok, rajzok, írások; szerk. Kulcsár Ferenc; Lipcsey Polgári Társulás, Dunajská Streda, 2018

## Díjai, kitüntetései
- A Szlovák Irodalmi Alap nívódíja (1972, 1979, 1981, 1984, 1992)
- Madách Imre-díj (1991, 2014)
- Katedra-díj (1999)
- Forbáth Imre-díj (2006)
- Magyar Arany Érdemkereszt (2013)[1]
- Balassi Bálint-emlékkard (2014)